# Кастамону
Кастамону (тур. Kastamonu, грец. Κασταμόνου) — місто і район в північній Туреччині, адміністративний центр ілу Кастамону. До XIV століття носив грецьку назву Кастамон. Згідно з переписом населення 2010 року в місті проживало 91 012 мешканців. Площа району становить 1 834 км².

## Історія
Місто було засноване ще в XVIII столітті до н. е.; захоплене Римом у I столітті до н. е., з 4 століття входило до складу Візантії. У 1070-х, як і більшість міст Малої Азії, Кастамону захоплюють турки-сельджуки. Візантія повертає місто лише через півстоліття, в 1133 році, при імператорі Іоанні II. На початку XIII століття, з розпадом Візантії, місто знов захоплюють сельджуки. У перші десятиліття XIII століття, як і вся Пафлагонія, місто стає ареною бойових дій між нікейцями, сельджуками та Трапезунтом.
З XIV століття Кастамону стає центром невеликого тюркського емірату Чандар, який вже в кінці XIV століття підкорює імперія Османів, потім Тімур, і нарешті, в XV столітті знов імперія Османів.